# Bjälkan
Bjälkan är en ö i Finland. Den ligger i Skärgårdshavet och i kommunen Raseborg i den ekonomiska regionen  Raseborg i landskapet Nyland, i den sydvästra delen av landet. Ön ligger omkring 120 kilometer väster om Helsingfors.
Öns area är 3,5 hektar och dess största längd är 330 meter i öst-västlig riktning. Ön höjer sig omkring 10 meter över havsytan.